# Угрюмово (остановочный пункт)
Угрю́мово — железнодорожный разъезд, остановочный пункт Московской железной дороги в Износковском районе Калужской области. Открыт для пассажиров в 1900 году.

## Описание
Расположен на одно-двухпутном перегоне Тёмкино — Износки участка Вязьма-Брянская — Муратовка Московской железной дороги. Отнесён к Калужскому региону Московской железной дороги РЖД. Электрификация отсутствует. Имеются одна низкая боковая пассажирская платформа и небольшой кирпичный павильон для пассажиров.

## История
Разъезд назван в честь помещика Угрюмова, который владел обширными угодьями и лесными участками в этих краях. Был открыт для пассажиров в 1900 году. В 1914 году рзд. Угрюмово упоминается в «Статистическом обзоре Калужской губернии» как одна из 11 важных железнодорожных станций региона, расположенная на пересечении сухопутных дорог и водных путей.
В 1928 году при разъезде была открыта начальная школа, реорганизованная позднее в школу колхозной молодёжи с семилетним периодом обучения.
В годы войны рядом с разъездом, по берегам рек Истры и Вори, в 1942—1943-х годах проходила линия фронта. С октября 1941 года по март 1943, разъезд и деревня Угрюмово были оккупированы войсками Нацистской Германии.
В январе 1942 года в этих местах по узкой полосе, по оси железнодорожного моста была введена в прорыв ударная (западная) группа 33-й армии генерал-лейтенанта Михаила Ефремова в составе: (160-я, 113-я, 329-я, 338-я сд.). Многие бойцы и командиры, участвовавшие в этой операции, погибли или попали в плен к врагу.

## Пассажирское движение
В Угрюмово имеют остановку все пригородные поезда (рельсовые автобусы), следующие направлением на Вязьму и Калугу (2 пары ежедневно до Калуги и Тёмкино и 1 пара по понедельникам, пятницам и выходным до Вязьмы). Движение пассажирских поездов дальнего следования на этом малодеятельном участке отсутствует.

## Комментарии
1. ↑  Данные о точных границах региона (отделения) не публиковались в официальных источниках.